# 矢ノ川峠
矢ノ川峠（やのことうげ〈矢ノ河峠〉）は、三重県尾鷲市と熊野市の間にある標高807メートル（かつて808メートルと記録）の峠である。峠の名称は矢ノ川の谷沿いに登ることによる。

## 地理
矢ノ川峠は、台高山脈の南端に位置する。この付近は紀伊山地が急斜面をなして熊野灘に沈降する地形となっており、それ故に現在の尾鷲市と熊野市の間を結ぶ陸路は、危険な海岸沿いのルート（現在の国道311号とほぼ同じ）を行くか、江戸時代に開かれた尾鷲湾に注ぐ矢ノ川に沿って源頭を登り、高峰山（標高1045メートル）の南にあるこの峠を越えるルートを行く方法しかなく、熊野街道で最大の難所とされた。

## 歴史

### 江戸道
江戸時代の矢ノ川峠は、高峰山山頂の南部を通っていた。また、江戸道の登坂はデンガラ越え（伝唐越）と呼ばれ、途中にはデンガラ滝などがある。平安時代より存在した熊野古道の伊勢路には、その難所として古くから知られた八鬼山（やきやま）越えがあったが、それに対して、矢ノ川峠のかつての記録としては、享保11年（1726年）に江戸幕府の薬草調査役人が越えたほか、明治3年（1870-1871年）に上陸したキリスト教徒が尾鷲方面に越えたことなどが認められるのみであるとされる。

### 明治道
1880年（明治13年）3月1日、三重県議会において、山谷に阻まれた東紀州の産業活性化に向けて新たな熊野街道を通すにあたり、技術や予算において困難な八鬼山越えでなく、矢ノ川峠を改修する案が可決されると、1886年（明治19年）より峠道の改修（第1次改修）が着工され、1888年（明治21年）5月2日に完成した。しかし、この新たな道も険しい登坂や九十九折れを繰り返し、さらにこの地方特有の豪雨の影響により、実用には不十分なものであった。
1911年（明治44年）になって再び改修（第2次改修）に着手されると、次第に街道の各所に隧道（トンネル）などが設けられていき、通行の実用性が高まっていった。それに伴い、1916年（大正5年）に紀州自動車が設立されるとともに、1920年（大正9年）には尾鷲自動車が設立されると、乗合の定期自動車が松阪 - 木本（きのもと）間を運行されるようになる。1924年（大正13年）には、両社が紀伊自動車として合併し、尾鷲から木本方面は、積雪のない4-10月に一日2便が運行された。しかし、その運行にはなお豪雨による土砂崩れなどにより多くの支障があった。

#### 索道
1927年（昭和2年）1月より、尾鷲からの運行において最も障害があった大橋 - 小坪の間を、ロープウェイに乗り換え連絡するための敷設工事が着工され、当時、7万円を要して同年5月、日本初の旅客用ロープウェイ「安全索道」（紀伊自動車索道線）が完成した。この索道により、標高差479メートルの区間を結び往復輸送されるようになると、1927年（昭和2年）から約10年間、紀伊自動車が乗合自動車と旅客索道による乗り換え輸送を行なっていた。この「安全索道」の乗客数は年間4000人弱であった。なお、この時代には、熊野巡航船による尾鷲 - 木本間の航路もあったが（1932年〈昭和7年〉-1959年〈昭和34年〉）、その海路もまた天候により大きく影響を受けるものであった。

### 昭和道

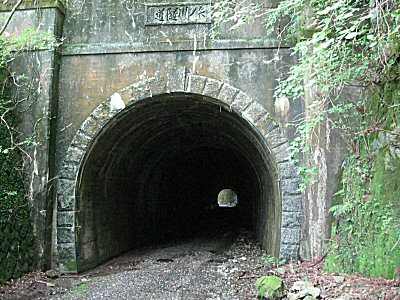
尾鷲市側に位置する矢ノ川隧道。かつてはここを省営バス（国鉄バス）が通っていた。

1934年（昭和9年）12月19日、紀勢東線（現在の紀勢本線）の三野瀬駅 - 尾鷲駅間が開通し、同年、峠道も本格的な改修に着手されると、1936年（昭和11年）、かつての峠道から南谷を回るルート（矢ノ川新道）を通る自動車道（県道松阪新宮線）が開通した（後に旧国道41号、二級国道170号を経て、現在の国道42号）。
この1936年（昭和11年）から、鉄道省運営の省営バス（後に国鉄バス紀南線）が走り、紀勢本線が開通するまで、一日4便、片道2時間45分かけて運行していた。このバスからの眺めは熊野灘が一望できる絶景であった。自家用車が稀であったこの時代、矢ノ川峠の運行は、ほとんどがバスおよび木材を運搬するトラックであったとされる。1944年（昭和19年）になり、紀伊自動車が三重交通に統合されると、矢ノ川峠の明治道は昭和初期に設営された旅客索道とともに廃止された。
1959年（昭和34年）7月15日の紀勢本線全通の前日まで、矢ノ川峠には休憩所を兼ねた茶屋が存在したが、国鉄バスは、尾鷲駅 - 熊野市駅（旧・紀伊木本駅）間の開通により廃止となった。峠にある碑には「冬の日の ぬくもりやさし 茶屋のあと」の句とともに、かつて茶屋を営んだ女性の名が添えられている。
その後、1965年（昭和40年）より約30億円を要して、1968年（昭和43年）には、峠の南東の矢ノ川トンネル（標高320メートル、延長2,076メートル）とともに、弓山トンネル（延長137メートル）および新たに尾鷲市と熊野市の境を貫通する大又トンネル（延長1,626メートル）が通されたほか、トラス構造の千仞橋（せんじんばし）などの橋梁が架けられ、峠のおよそ400メートル下方に新たな道路が開通したことにより、国道42号から外された。
現在、矢ノ川峠昭和道は、熊野市側で道路が決壊している区間があり、周辺区間も廃道化が進んで峠を越すことはできず、尾鷲市側も悪路で通行が危険であることから通行止めとなっている。